# 저축대부조합 위기
저축대부조합 위기는 미국에서 1986년부터 1995년까지 3,234개의 저축대부조합 중에서 1,043개가 도산한 것이다. 연방 저축대부보험조합이 문을 닫거나 296개 기관으로 흩어졌고, 정리신탁공사(Resolution Trust Corporation)은 문을 닫거나 1989년부터 1995년까지 747개의 기관으로 분해됐다.

## 같이 보기
- 금융위기
- 서브프라임 모기지 사태